# Aktualizm
Aktualizm (aktualizm geologiczny, zwany również uniformitaryzmem lub uniformitarianizmem) – zasada geologiczna przyjmująca, że czynniki fizyczne i chemiczne oddziałujące na Ziemię i na skorupę ziemską, a zatem także procesy fizyczne i chemiczne, były w przeszłości podobne do dzisiejszych, co pozwala na podstawie współczesnych obserwacji określać przebieg dawnych procesów geologicznych. Metoda ta streszcza się w haśle „teraźniejszość jest kluczem do przeszłości”, a na podstawie obserwacji procesów zachodzących współcześnie można wnioskować, co działo się na Ziemi nawet wiele milionów lat temu. Należy jednak uwzględnić, że niektóre czynniki mimo wszystko ulegają zmianie, jak choćby obecność tlenu w atmosferze albo traw na stokach etc.
Zasada sformułowana została przez Jamesa Huttona (Theory of the Earth, 1795), a rozwinięta przez Charlesa Lyella (Principles of Geology, 1830).
Jednym z pierwszych dowodów tej koncepcji były przeprowadzone przez Huttona dokładne badania erozji w dolinach rzek oraz tworzenia się osadów u ich ujść – ich wyniki wskazywały, że długotrwale działające procesy geologiczne, takie jak erozja, sedymentacja, dyslokacja i wypiętrzanie (fałdowanie), mogą być wyjaśnieniem tworzenia się pokładów skalnych zawierających szczątki kopalne.
Opublikowana w 1802 roku książka Johna Playfaira pt. Illustrations of the Huttonian Theory of the Earth zawierała dalsze wyjaśnienia i przykłady potwierdzające koncepcję aktualizmu w odniesieniu do procesów geologicznych.
Poglądy Lyella wyrażone w dziele Principles of Geology były bardziej jednoznaczne niż dzisiaj to przyjmujemy. Zwalczał on wszelkie koncepcje zakładające wielkoskalowe katastrofy geologiczne na Ziemi. Twierdził, że wszelkie zjawiska geologiczne można wyjaśnić za pomocą procesów działających dzisiaj i gatunki nie ulegają zmianom i nie wymierają.
Rozwinięcie tej teorii przez Charlesa Lyella (bliskiego przyjaciela Darwina), a szczególnie przedstawione dowody na dużo dłuższy niż kilka tysięcy lat wiek Ziemi, dały podstawy do sformułowania teorii ewolucji.
Przeciwnikiem teorii był Lord Kelvin, autor „Krótkiego odparcia nauki uniformizmu w geologii” (The Doctrine of Uniformity in Geology Briefly Refuted) napisanego w 1866. Jego zdaniem Ziemia może istnieć najwyżej 20 do 40 milionów lat, znacznie krócej niż wynikało z teorii uniformizmu. Twierdzenia te opierał na obliczeniu tempa przepływu ciepła przez skorupę ziemską i czasu jej stygnięcia oraz na ocenach wieku Słońca (mechanizm Kelvina-Helmholtza). Odkrycie promieniotwórczości wykazało, że oceny wieku Ziemi oparte na obliczeniach tempa jej stygnięcia są błędne, gdyż ciepło jest bezustannie wytwarzane we wnętrzu Ziemi wskutek rozpadu pierwiastków promieniotwórczych, mających bardzo długi czas połowicznego rozpadu, rzędu kilku miliardów lat, jak uran czy tor. Również reakcje termonuklearne będące źródłem energii Słońca zapewniają znacznie dłuższy czas jego życia.
Na polu nauk geologicznych poglądem przeciwnym do aktualizmu był katastrofizm propagowany przez Georges’a Cuviera, francuskiego zoologa i paleontologa.